# Stiftung Kulturwerk Schlesien
Das Stiftung Kulturwerk Schlesien ist eine deutsche Stiftung zur Pflege des schlesischen Kulturerbes mit Sitz in Würzburg.

## Geschichte
Die Stiftung wurde 1952 unter dem Namen Kulturwerk Schlesien e.V. gegründet, 1975 wurde sie in eine öffentliche Stiftung bürgerlichen Rechts umgewandelt. Die Stiftung wird aus Mitteln des Bayerischen Staatsministeriums für Familie, Arbeit und Soziales gefördert.
Der Zweck der Stiftung ist:

„Förderung oder Durchführung von Maßnahmen, die geeignet sind, den schlesischen Beitrag zur deutschen und europäischen Kultur und Geschichte deutlich zu machen und seine Wirksamkeit und Weiterentwicklung zu fördern sowie schlesisches Kulturgut zu erhalten, zu sichern und zu pflegen.“

Der Bergstadtverlag W. G. Korn ist im Besitz der Stiftung und hat seinen derzeitigen Sitz in Görlitz.
Der Eichendorff-Literaturpreis beispielsweise wird von der Stiftung mitfinanziert.
Die Stiftung gibt die kulturelle Vierteljahresschrift Schlesien und zahlreiche weitere Publikationen zum weiten Themenfeld der schlesischen Kultur heraus.